# Streitberg (Brachttal)
Streitberg ist neben Schlierbach, Udenhain, Hellstein, Neuenschmidten und Spielberg einer von sechs Ortsteilen der Gemeinde Brachttal im osthessischen Main-Kinzig-Kreis. Es ist zugleich der kleinste Ortsteil mit einer Einwohnerzahl von ca. 200. Er ist neben Spielberg der zweite Ortsteil Brachttals, der auf der Spielberger Platte liegt.

## Geographie

### Geografische Lage
Streitberg ist neben Spielberg eines der höher gelegenen Ortsteile Brachttals, im Westen der Gemeinde. Es bietet daher weite Ausblicke über eine reizvolle, landwirtschaftlich geprägte, teils steinige, teils waldreiche Mittelgebirgslandschaft, bis hin zu den höher herausragenden Erhebungen von Vogelsberg, Spessart, Rhön und Taunus.

### Nachbarorte
Nachbarorte im Uhrzeigersinn sind: der zum Ortsteil Neuenschmidten zählende Weiler Schächtelburg, der Ortsteil Spielberg, die zwei Wächtersbacher Ortsteile Waldensberg und Leisenwald, Hitzkirchen,  ein Ortsteil der Gemeinde Kefenrod.
|             | Hitzkirchen                                 | Schächtelburg |
| Leisenwald  | Kompassrose, die auf Nachbargemeinden zeigt | Hellstein     |
| Waldensberg | Spielberg                                   | Schlierbach   |

## Geschichte
Die älteste bekannte schriftliche Erwähnung von Streitberg erfolgte im Jahr 1377 unter dem Namen „Striperg“. Weitere historische Erwähnungen erfolgen unter den Ortsnamen (in Klammern das Jahr der Erwähnung): „Stridberg“ (um 1500) und „Stripurgk“ (1529). Danach bürgerte sich der Ortsname Streitberg ein. Vom Mittelalter bis ins 19. Jahrhundert hatte der Ort Waldrechte (Holz- und Huterechte) im Büdinger Wald.
Am 1. Februar 1971 wurde Streitberg im Zuge der Gebietsreform in Hessen auf freiwilliger Basis in die im Vorjahr neu gebildete Gemeinde Brachttal eingemeindet. Für Streitberg, wie für alle eingegliederten ehemals eigenständigen Gemeinden von Brachttal, wurde ein Ortsbezirk mit Ortsbeirat und Ortsvorsteher nach der Hessischen Gemeindeordnung gebildet.
Bereits vor dem Zusammenschluss entstanden in den Ortschaften Neuenschmidten, Spielberg und Udenhain Dorfgemeinschaftshäuser, die von den Einwohnern als Begegnungsstätten rege genutzt werden. Drei weitere Dorfgemeinschaftshäuser wurden seit dem Zusammenschluss in den Ortsteilen Hellstein, Schlierbach und Streitberg fertiggestellt.

## Bevölkerung
Einwohnerstruktur 2011
Nach den Erhebungen des Zensus 2011 lebten am Stichtag dem 9. Mai 2011 in Streitberg 231 Einwohner. Darunter waren keine Ausländer. Nach dem Lebensalter waren 33 Einwohner unter 18 Jahren, 77 zwischen 18 und 49, 54 zwischen 50 und 64 und 63 Einwohner waren älter. Die Einwohner lebten in 96 Haushalten. Davon waren 21 Singlehaushalte, 27 Paare ohne Kinder und 39 Paare mit Kindern, sowie 9 Alleinerziehende und keine Wohngemeinschaften. In 24 Haushalten lebten ausschließlich Senioren und in 57 Haushaltungen lebten keine Senioren.
Einwohnerentwicklung
- 1529: 49 Häuser[1]

| Streitberg: Einwohnerzahlen von 1834 bis 2020 | Streitberg: Einwohnerzahlen von 1834 bis 2020 | Streitberg: Einwohnerzahlen von 1834 bis 2020 | Streitberg: Einwohnerzahlen von 1834 bis 2020 | Streitberg: Einwohnerzahlen von 1834 bis 2020 |
| --- | --------------------------------------------- | --------------------------------------------- | --------------------------------------------- | --------------------------------------------- |
| Jahr |                                               |                                               |                                               | Einwohner                                     |
| 1834 | 1834                                          |                                               | 305                                           | 305                                           |
| 1840 | 1840                                          |                                               | 292                                           | 292                                           |
| 1846 | 1846                                          |                                               | 322                                           | 322                                           |
| 1852 | 1852                                          |                                               | 322                                           | 322                                           |
| 1858 | 1858                                          |                                               | 333                                           | 333                                           |
| 1864 | 1864                                          |                                               | 303                                           | 303                                           |
| 1871 | 1871                                          |                                               | 303                                           | 303                                           |
| 1875 | 1875                                          |                                               | 296                                           | 296                                           |
| 1885 | 1885                                          |                                               | 283                                           | 283                                           |
| 1895 | 1895                                          |                                               | 253                                           | 253                                           |
| 1905 | 1905                                          |                                               | 270                                           | 270                                           |
| 1910 | 1910                                          |                                               | 274                                           | 274                                           |
| 1925 | 1925                                          |                                               | 256                                           | 256                                           |
| 1939 | 1939                                          |                                               | 256                                           | 256                                           |
| 1946 | 1946                                          |                                               | 376                                           | 376                                           |
| 1950 | 1950                                          |                                               | 366                                           | 366                                           |
| 1956 | 1956                                          |                                               | 280                                           | 280                                           |
| 1961 | 1961                                          |                                               | 265                                           | 265                                           |
| 1967 | 1967                                          |                                               | 262                                           | 262                                           |
| 1970 | 1970                                          |                                               | 262                                           | 262                                           |
| 1980 | 1980                                          |                                               | ?                                             | ?                                             |
| 1990 | 1990                                          |                                               | ?                                             | ?                                             |
| 2000 | 2000                                          |                                               | ?                                             | ?                                             |
| 2011 | 2011                                          |                                               | 213                                           | 213                                           |
| 2020 | 2020                                          |                                               | 207                                           | 207                                           |
| Datenquelle: Historisches Gemeindeverzeichnis für Hessen: Die Bevölkerung der Gemeinden 1834 bis 1967. Wiesbaden: Hessisches Statistisches Landesamt, 1968. Weitere Quellen: ; Zensus 2011 |                                               |                                               |                                               |                                               |

## Religion
Kirchengemeinden
Evangelisch
Im Jahr 2016 fusionierte die evangelische Kirchengemeinde Spielberg, zu der Streitberg, ebenso wie Leisenwald gehörten, mit der Kirchengemeinde Waldensberg, zur neuen evangelischen Kirchengemeinde Spielberg-Waldensberg. Seither besteht die Kirchengemeinde aus den vier Orten Leisenwald, Spielberg, Streitberg und Waldensberg. Das Pfarrhaus befindet sich in Spielberg. Es gibt jeweils eine Kirche in Spielberg und in Waldensberg.
Katholisch
Für die geistliche Betreuung der katholischen Bevölkerung der Gemeinde ist die Pfarrei Mariä Himmelfahrt in Wächtersbach zuständig. Seit 1959 entstand mit der neu gebauten Herz-Jesu-Kirche in Schlierbach eine zweite katholische Kirche in der Region. Im Jahr 2006 wurde Brachttal insgesamt dem Pastoralverbund St. Jakobus Vogelsberg-Spessart im Dekanat Kinzigtal eingegliedert. Zu ihm gehören die Pfarreien: St. Peter Paul in Wirtheim, Mariä Himmelfahrt in Wächtersbach mit Herz-Jesu in Schlierbach, Mariae Heimsuchung in Birstein und Mariae Geburt in Bieber.
Historische Religionszugehörigkeit
| • 1885: | 281 evangelische (= 99,29 %), zwei katholische (= 0,71 %) Einwohner |
| • 1961: | 238 evangelische (= 89,81 %), 25 katholische (= 9,43 %) Einwohner   |

## Politik
Ortsbeirat
Für Streitberg besteht ein Ortsbezirk (Gebiete der ehemaligen Gemeinde Streitberg) mit Ortsbeirat und Ortsvorsteher nach der Hessischen Gemeindeordnung. Der Ortsbeirat besteht aus fünf Mitgliedern. Seit den Kommunalwahlen 2016 gehören alle der Bürgerliste an. Der Ortsvorsteher ist Torsten Gast.
Seit Sommer 2016 unternehmen die Streitbergerinnen und Streitberger vielerlei Bemühungen in alle Richtungen, um das Dorf fit für die Zukunft zu machen. Unter anderem wurde sich zwei Mal, in den Jahren 2017 und 2020, erfolgreich bei dem Wettbewerb "Land hat Zukunft" der hessischen Landesregierung beworben. Außerdem nimmt man am Landeswettbewerb "Unser Dorf hat Zukunft" teil. Der Bevölkerung sind hier insbesondere Maßnahmen zur Optimierung der Infrastruktur von großer Bedeutung.

## Kultur und Sehenswürdigkeiten

### Bildung

#### Kindertagesstätten
Der nahe Kindergarten Regenbogen im Ortsteil Neuenschmidten verfügt über 3 Gruppen in dem bis zu 55 Kinder ab 3 Jahren bis zum Schulbeginn betreut werden. Ebenso wie der Kindergarten Regenbogen befindet sich auch die benachbarte Kita Schatzkiste in städtischer Trägerschaft.

#### Schulen
Die Eröffnung einer neuen, mehrere Orte übergreifenden Schule in Neuenschmidten, am 12. Januar 1961 und schon bald deren erste Erweiterung (1966), war für Streitberg ein Signal zum Schließen der einklassigen Ortsschule. Die neue Anstalt in Neuenschmidten entwickelte sich nach und nach von einer Schule mit Primar- und Sekundarstufe zu einer reinen Grundschule. Zu deren Einzugsbereich zählten bald nicht nur die drei Brachttaler Talgemeinden, sondern neben Streitberg auch Spielberg sowie die Wächtersbacher Berggemeinden Wittgenborn, Waldensberg  und Leisenwald.
Die weiterführende Schule für die Streitberger Schüler, ist die im Stadtzentrum Wächtersbachs befindliche kooperative Gesamtschule, die Friedrich-August-Genth-Schule. Streitberg und die anderen Brachttaler Ortsteile sind, ebenso wie die Wächtersbacher Gemeinden, mit Buslinien an dieses Schulzentrum angebunden. Für den gymnasialen Abschluss steht das Grimmelshausen-Gymnasium Gelnhausen zur Verfügung.

### Bauwerke
Siehe Liste der Kulturdenkmäler in Brachttal-Streitberg

### Vereine
Zu den Vereinen und Verbänden zählen die Freiwillige Feuerwehr, der Landfrauenverein und die Jagdgenossenschaft.

### Lindenhof-Museum
Das sehr sehenswerte, perfekt und liebevoll eingerichtete Keramik-Museum, das Lindenhof-Museum befindet sich in der Lindenstraße 2. Neben Dauerausstellungen bietet es auch wechselnde, jeweils aktuelle Themen aus dem Bereich der Wächtersbacher Keramik.

## Wirtschaft und Infrastruktur

### Dorfgemeinschaftshaus
Streitberg verfügt über ein Dorfgemeinschaftshaus.
Neben der kommunalen Nutzung kann die Einrichtungen auch für private Veranstaltungen aller Art, Familienfeiern, Präsentationen, Seminare und Ähnliches gebucht werden.

### Feuerwehr
Die Freiwillige Feuerwehr Streitberg wurde 1929 gegründet. 1995 kam eine Jugendfeuerwehr und 2004 eine Bambinogruppe hinzu. Heute verfügt die Einsatzabteilung über 20 Personen, die Jugendfeuerwehr über 10 Personen und die Kindergruppe zählt 1 Mitglied.

### Verkehr

#### Straße
Durch den Ort führt die Landesstraße 3314, die eine Verbindung zum Ortsteil Spielberg im Süden und weiter nach Wittgenborn, einem Ortsteil der Nachbargemeinde Wächtersbach herstellt. Die von Ost nach West durch den Ort laufende Kreisstraße (K 917) führt von Schächtelburg nach Leisenwald. Der nächste Autobahnanschluss ist Bad Orb-Wächtersbach (AS 45) an der A 66 (Frankfurt–Fulda).

#### Bahn
Der nächste Bahnhof befindet sich in Wächtersbach an der Bahnstrecke Fulda–Frankfurt. Hier verkehrt die Regionalbahn, im Bereich Wächtersbach–Frankfurt im Stundentakt. Der Bahnhof ist behindertengerecht ausgebaut.

### Nahverkehr
Ganzjährig verkehrt in Streitberg die Buslinie MKK 73 der KVG. Sie schafft im Verbund mit den weiteren Linien, wie z. B. der MKK 71 und MKK 72 öffentliche Verkehrsanschlüsse zu allen Ortsteilen der Gemeinde Brachttal, nach Wächtersbach mit der Kinzigtalbahn (Hessen) am Bahnhof Wächtersbach sowie nach Bad Soden-Salmünster, weiterhin zum Bahnhof Gelnhausen. Es gilt der Tarif des Rhein-Main-Verkehrsverbundes.

### Windkraft
In Streitberg ist schon sehr früh, in den Jahren 2002 bis 2006 ein Windpark mit 6 Windkraftanlagen, mit einer Gesamtleistung von 9 MW errichtet worden. Davon sind 2 Anlagen vom Typ GE Wind Energy 1,5sl, à 1,5 MW und 4 Anlagen vom Typ Fuhrländer FL MD77, ebenfalls à 1,5 MW. Die Betreiber sind die Firmen THEOLIA Naturenergien GmbH und Renertec GmbH.
Die auf der Spielberger Platte, in einer Höhe von fast 400 m NHN häufig wehenden Südwestwinde sorgen für fast 2000 Volllastnutzungsstunden der Anlagen.

## Freizeit und Sport
Wandern
Durch Streitberg führt eine „Spessartfährte“: Brachttaler Steingut-Panorama. Die "Spessartfährten" sind Rundwanderwege, die längs des Spessartbogens ein vertieftes Kennenlernen der Landschaft ermöglichen. Der Wanderweg streift alle Ortsteile Brachttals bis auf Udenhain. Er ist rund 12 km lang, wird als leicht eingestuft und berührt viele Sehenswürdigkeiten der Gemeinde Brachttal.